# 成蹊同志生活誌
《成蹊同志生活誌》是以支持台灣酷兒文學藝術創作發展為主軸的非營利社團組織，由三十多位志工投入組成，發行雜誌和經營網路媒體為主要工作，同時致力提供台灣同志藝文創作者資源、協助與合作，亦不定期舉辦藝文活動及寫作教育培訓工作坊，2012年5月，《成蹊同志生活誌》參與由行政院文化建設委員會、臺北市政府文化局指導， 台北市文化基金會主辦之「酷戰，幸福春！同志影展系列活動」。，2012年六月曾協助螢火蟲劇團舉辦「浮光」舞台劇、並於2012八月的台北藝術節協力引進英國威爾斯劇團的同志音樂劇《懺情夜》。

## 簡介
《成蹊同志生活誌》創刊之初，以「沿徑旅行，直到自己也成了路徑」為旨，力圖打破台灣同志雜誌的固有形式，以出櫃同志的身份認同作為核心價值，關注同志文學，同志藝術家，同志劇場藝術以及同志文創產業的各種動向，展示同志文化年輕、活潑和多元化的一面。首兩年每期以不同的人物作為專題，例如詩人「羅毓嘉」、詩人「陳克華」、作家「紀大偉」等。2012年開始，成蹊在專題部分注入更多書寫台灣在地同志文化的內容，例如該年農曆七月成蹊曾採訪道教同志法師小傑，亦策劃關注文化保存和環境議題的「綠色酷兒」系列專訪，在不變的藝文基調中開拓更多同志文化內涵的不同風貌。此外，為了鼓勵台灣同志的藝文創作風氣，每月均有詩、散文和音樂創作，以及文學、獨立短片和時事同志文化評論等內容刊載在網站和雜誌中。
2014年12月，該月刊發行第36期，宣布「停刊」。

## 雜誌主要內容
成蹊同志生活誌目前內容主要可以分為五大專題。
- 在地遊牧：從台灣之文化「在地性」的同志訪問出發，紀錄具有草根人文價值的酷兒文化。
- 視界盈餘：以每期專題企畫的形式，從來自相關背景的酷兒視點去探索不同的社會領域，諸如媒體、環保。
- 寰宇阡陌：不同的作者發揮各自專長，透過書寫將其熟悉的背景知識與讀者分享。
- 絢彩臉譜：本期專題人物採訪，以問答的方式詳實記載該人物之代表性和其專精領域的觀點。
- 私我謐徑：詩歌、散文、小說連載，或是音樂、繪畫、影像等不同藝術形式之台灣同志創作投稿。

## 封面人物
成蹊同志生活誌為非營利之同志藝文公益線上雜誌，早期為每一至二個月發行一刊，2012年八月後開始固定以每月出刊的形式在線上發行。歷來之封面人物有：現代舞蹈家谷慕特‧法拉、新媒體藝術家丁建中、自由時報副刊編兼作家孫梓評、視覺與行動跨界藝術家劉寅生、裝置藝術家吳芳義、建築師兼文學家阮慶岳、劇團編導韓江、插畫家羞羞臉、作家王盛弘、政治人物王鐘銘、劇團團長鍾得凡、文學家紀大偉、劇團編導韓江、詩人與攝影家陳克華、小說家徐嘉澤和蔡志偉等等。

## 合辦合作／協助
- 協助在台北藝術節引進英國威爾斯劇團的同志音樂劇《懺情夜》
- 協助GisneyLand風城部屋採訪真崎航
- 協助聯合文學採訪作家紀大偉
- 與蕃薯藤新聞網「酷兒專區」合作成立專欄
- 與亞洲大學合辦「青春崇拜與同志文學」
- 協助紅絲帶基金會宣傳理念
- 「酷戰，幸福春! 同志影展系列活動」 （页面存档备份，存于）

## 外部連結
- 成蹊同志生活誌